# Кхатоко Кханьхоа
«Кхатоко Кханьхоа» (вьет. Câu lạc bộ bóng đá Khatoco Khánh Hòa) — вьетнамский футбольный клуб, представляющий город Нячанг и провинцию Кханьхоа. Выступает в V-лиге.
Клуб принадлежит корпорации KHATOCO (вьет. Tổng công ty Khánh Việt), занимающейся самыми различными сферами деятельности: от производства табака и одежды до гостиничного бизнеса. Команда из провинции Кханьхоа играла в высшем дивизионе чемпионата Вьетнама с начала 1990-х годов. Позднее команда попала в кризис и несколько сезонов провела в низших дивизионах. И только с приходом в клуб нынешнего владельца «Кханьхоа» смог вернуться в элиту.

## Достижения
- Чемпионат Вьетнама:

4-е место в 2010
- Первый дивизион:

1-е место в 2005

## Выступления в чемпионатах Вьетнама
| Сезон    | 00/01 | 01/02 | 2003 | 2004 | 2005 | 2006 | 2007 | 2008 | 2009 | 2010 | 2011 |
| -------- | ----- | ----- | ---- | ---- | ---- | ---- | ---- | ---- | ---- | ---- | ---- |
| Дивизион | 1     | 2     | 3    | 3    | 2    | 1    | 1    | 1    | 1    | 1    | 1    |
| Место    | 10    | 12    | 3-4  | 1    | 1    | 6    | 10   | 6    | 8    | 4    | 11   |

## Известные игроки
- Ле Тан Тай
- Нгуен Куанг Хай
- Феликс Абоаги
- Эмануэль Бентил